# Na imię jej było Lily
Na imię jej było Lily – autobiograficzna powieść historyczna autorstwa Bohdana Tymienieckiego.
Tytuł jest nawiązaniem do imienia nadanemu armacie czołgu Crusader, na którym autor szkolił żołnierzy w brytyjskiej szkole broni pancernej w Abbassaia w Egipcie .
Książka opowiada losy Bohdana Tymienieckiego od kampanii wrześniowej, przez internowanie w Królestwie Węgierskim, kampanię francuską oraz działania wojenne w Afryce, po walki 2 Korpusu we Włoszech .
Została napisana w Londynie w roku 1971. W Polsce została po raz pierwszy wydana w 1984 przez Wydawnictwo Ministerstwa Obrony Narodowej. Drugie wydanie powstało w 1987, natomiast trzecie w 2007.
Przedmowę do książki napisał przełożony Tymienieckiego w trakcie kampanii włoskiej gen. bryg. Władysław Bobiński.

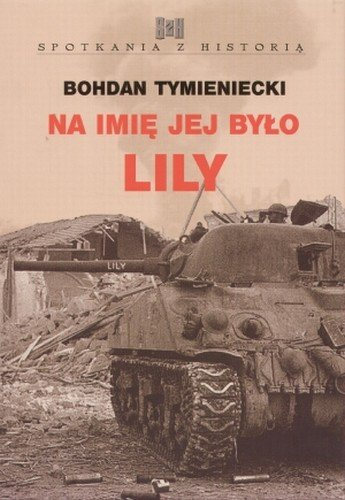
Okładka III wydania, wydawnictwo Espadon (2007)

## Galeria

(Zdjęcia pochodzą z książki)
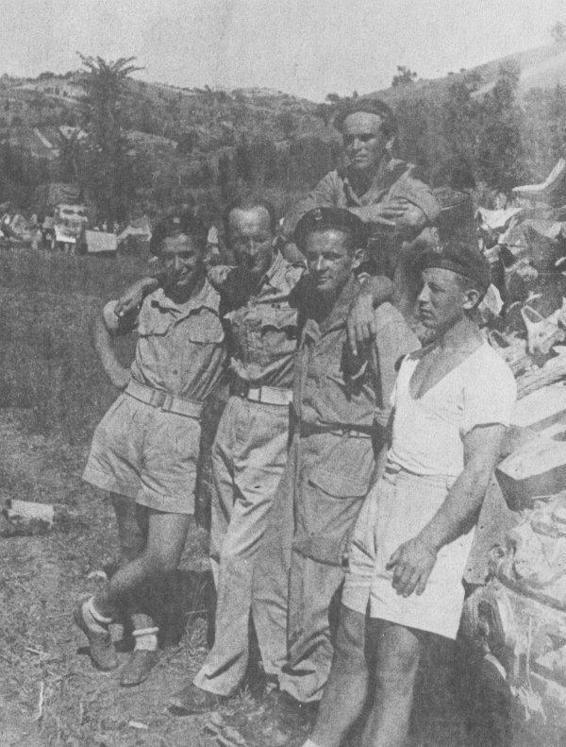
Załoga Markizy (M4 Sherman) (od lewej): ppor. Kobierzycki, ppor. Tymieniecki, st. panc. Jodis, st. panc. Stapiński; na czołgu st. panc. Rusinek.
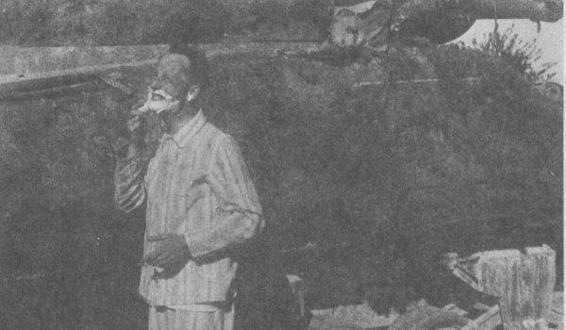
Ppor. Tymieniecki przed czołgiem M4 Sherman podczas golenia.
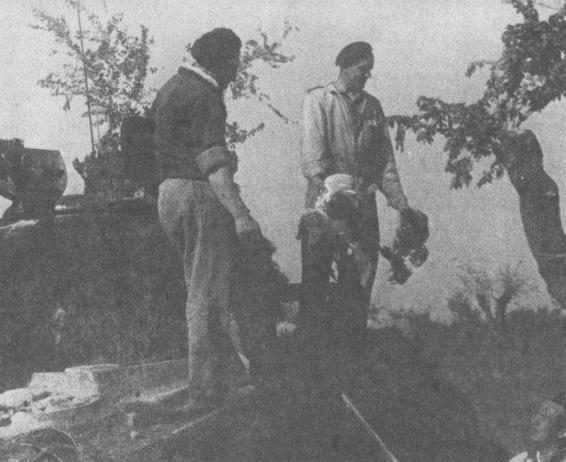
Polowania na perlice. Od lewej: st. panc. Obrycki, panc. Kumraus; koło czołgu st. panc. Kowalski.